# Pseudophytoecia
Pseudophytoecia är ett släkte av skalbaggar. Pseudophytoecia ingår i familjen långhorningar.
Kladogram enligt Catalogue of Life:
| Pseudophytoecia | \| \| Pseudophytoecia africana \| \| \| \| \| \| Pseudophytoecia suturalis \| \| \| \| |
|                 | \| \| Pseudophytoecia africana \| \| \| \| \| \| Pseudophytoecia suturalis \| \| \| \| |
|                 | Pseudophytoecia africana                                                               |
|                 |                                                                                        |
|                 | Pseudophytoecia suturalis                                                              |
|                 |                                                                                        |